# Ribera del Duero (vino)
Ribera del Duero es una denominación de origen a la que se acogen viñedos localizados en Castilla y León (España), dentro de una franja de la cuenca del río Duero, de unos 115 kilómetros de longitud y 35 de anchura, situada en la confluencia de las provincias de Soria (19 municipios), Burgos (60), Segovia (4) y Valladolid (19). Comienza aproximadamente por el este en San Esteban de Gormaz y se extiende hasta Quintanilla de Onésimo en el oeste. A finales de 2005, los cultivos de la zona constituían aproximadamente el 2% de toda la extensión dedicada al cultivo de la vid en España.
A 31 de diciembre de 2017 comprende una superficie de viñedo inscrita de 23.353 ha constando de 8.220 viticultores activos y 288 bodegas. En 2018 la vendimia se inició el 19 de septiembre y alcanzó los 125.438.801 kilos de uva recogida.

## Uva

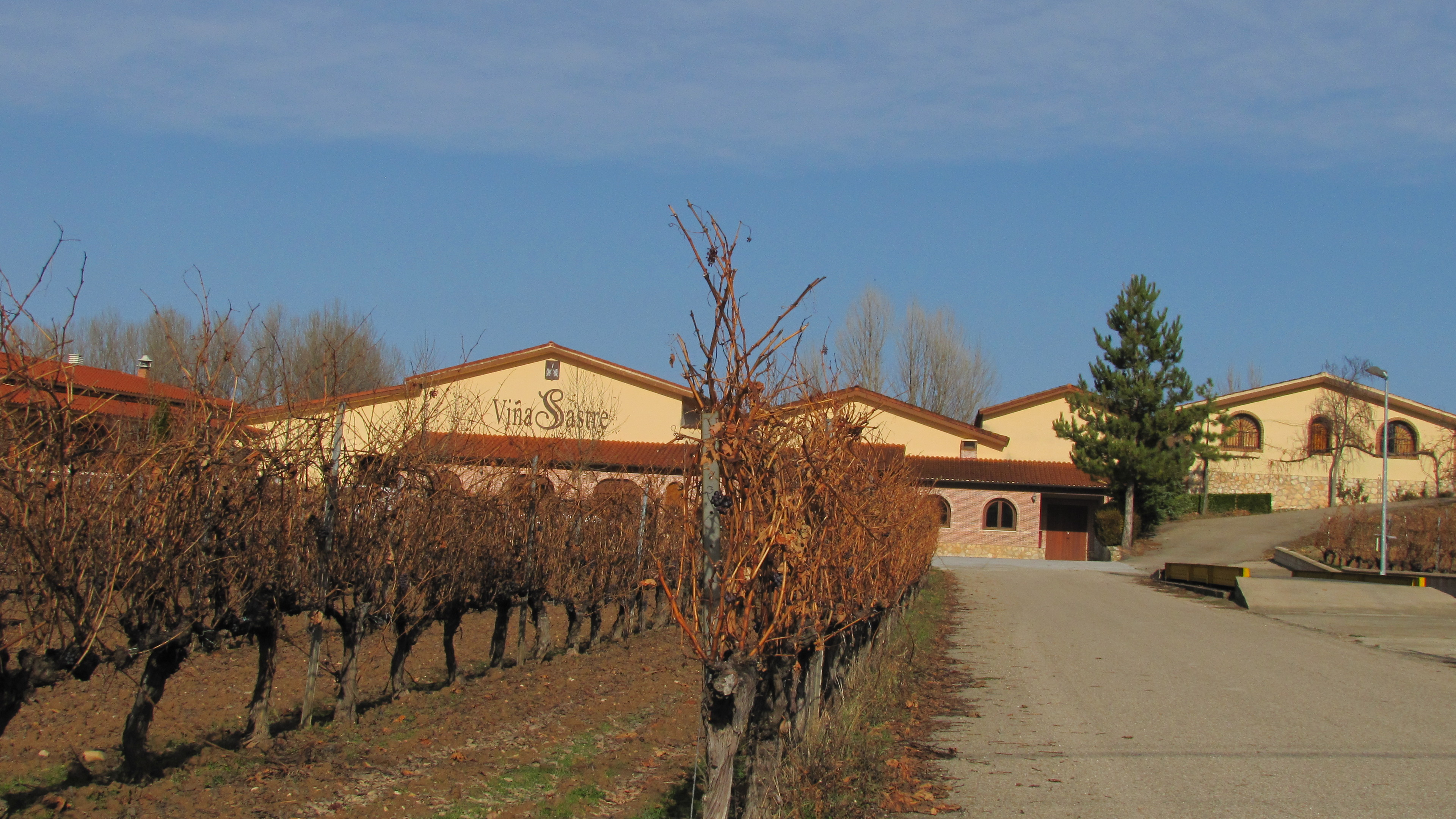
Cepas de la variedad Tinta del país, en una bodega en la localidad de La Horra, Viña Sastre.

Los vinos de la D.O. Ribera del Duero son fundamentalmente tintos, aunque también existen rosados. Los vinos blancos se permiten en la DO desde 2018, con la variedad Albillo Mayor. La variedad de uva más característica es la denominada genéricamente Tinta del país, conocida en el mundo del vino como Tempranillo, la cual constituye más del 90% de la producción. Según las normativas del Consejo Regulador, para que un vino pueda acogerse a la denominación de origen debe incluir al menos un 75% de Tempranillo en su elaboración. En total, no menos del 95% de la uva debe ser Tempranillo, Cabernet Sauvignon, Merlot y Malbec. Las uvas Garnacha y Albillo están permitidas, pero en pequeñas cantidades.

## Historia

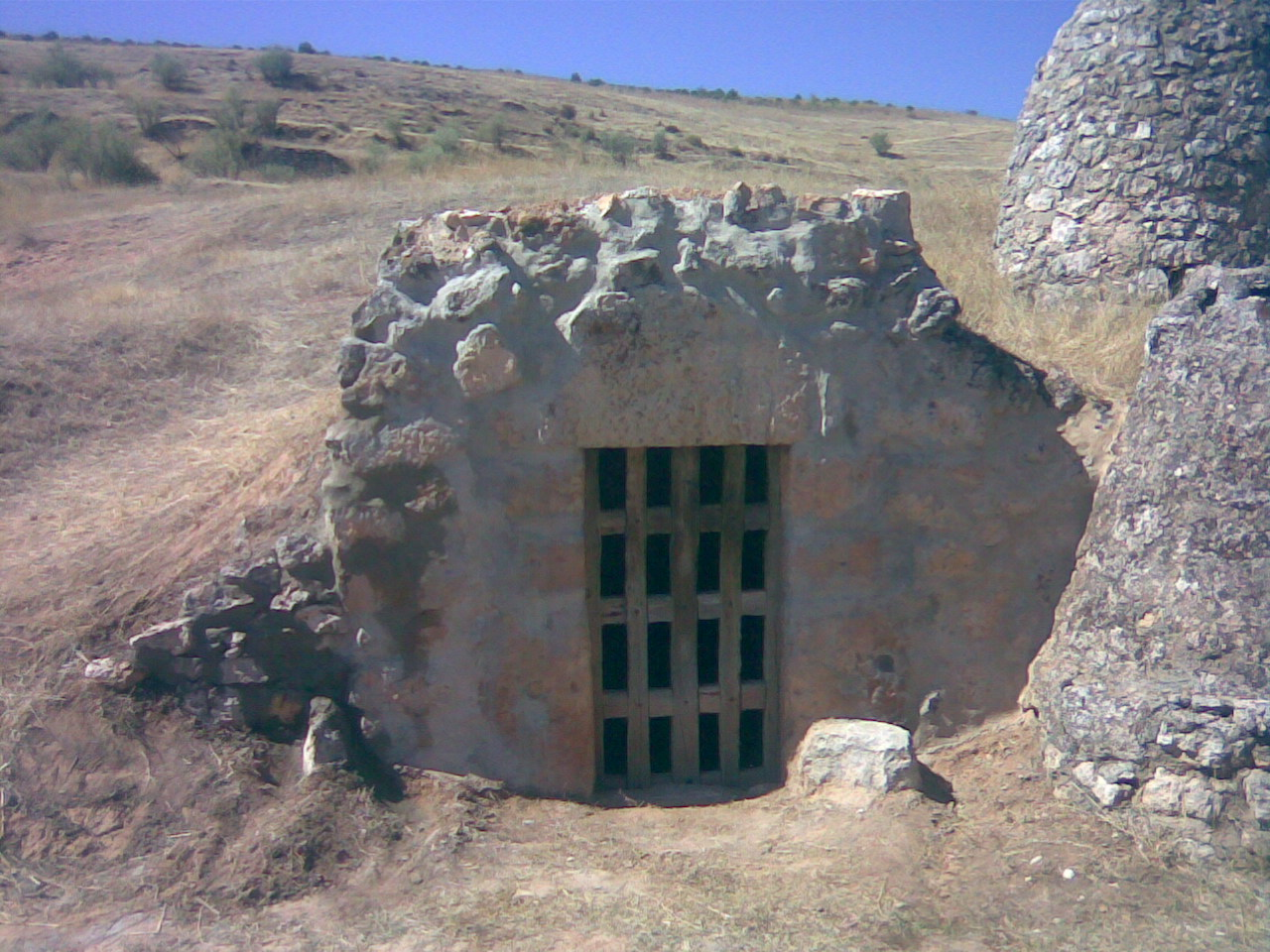
Típica bodega subterránea en San Martín de Rubiales.

Los fenicios, a través de sus comerciantes, introdujeron en la península ibérica las técnicas más avanzadas de cultivo y producción e incluso las cepas más adecuadas unos 1000 años antes de nuestra era.
Varios siglos después, los romanos descubrieron la calidad de los caldos de Hispania. Los vinos de la ribera del Duero eran utilizados para abastecer a los ejércitos y aún hoy en día se pueden encontrar en la zona mosaicos romanos con motivos ornamentales relacionados con el dios Baco, como el de Baños de Valdearados (a 15 km de Aranda de Duero). En la necrópolis del yacimiento vacceo de Pintia (Padilla de Duero, Peñafiel) se han localizado ajuares relacionados con el ritual del vino introducido por los romanos.
Las órdenes monásticas se extendieron por todo el territorio a partir del siglo X, propagando la cultura del vino. En el siglo XII, los monjes procedentes de Císter elaboraban sus propios vinos en Valbuena de Duero.
En 1295, se comenzó a regular la vendimia y desde el siglo XV se comenzó también a controlar la producción y la calidad del vino.
En Aranda de Duero son conocidas sus bodegas subterráneas, que constituyen una red de 7 km de túneles, o galerías, excavados entre los siglos XII y XVIII, que se encuentran en el casco histórico. Y durante la última década ha desarrollado alrededor del turismo enológico varias actividades, como el centro de interpretación de la arquitectura del vino (CIAVIN).

## La Denominación de Origen
A partir de 1975 se comenzó a hablar del potencial de los vinos de la zona. La creación de la denominación de origen no hubiera sido posible sin la labor de Jesús Anadón (antiguo gerente de Vega Sicilia) y Pablo Peñalba López (antiguo gerente y propietario de Torremilanos) entre otros. 
El siguiente paso fue el reconocimiento provisional (1979) de la Denominación de Origen Ribera del Duero, que se constituiría definitivamente en 1982. El nombre original de "Ribera del Duero" es propiedad de Bodegas Protos y era el nombre de dicha bodega desde su fundación en 1927, pero cuando se forma el consejo regulador, Bodegas Ribera del Duero cambia su nombre a Bodegas Protos, por entonces el nombre de su marca de vino principal, y cede el derecho de su utilización al consejo regulador.
El consejo regulador en un principio se estableció en Aranda de Duero, aunque actualmente se encuentra en Roa. A partir de ese momento, se ha trabajado para alcanzar y mantener una calidad que ha sido reconocida tanto por los especialistas nacionales e internacionales como por los propios consumidores.
La denominación de origen protegida Ribera del Duero obtuvo su registro ante la Unión Europea el 13 de junio de 1986. También cuenta con registro ante la Organización Mundial de la Propiedad Intelectual desde 22 de junio de 2021.
Durante el mes de marzo de 2008, el consejo regulador celebró los 25 años de la Denominación de Origen con diversos actos, entre ellos el II Congreso Internacional Ribera del Duero que tuvo lugar en Aranda de Duero. En este congreso se anunció la convocatoria bienal del Premio de Narrativa Breve Ribera del Duero.

## El vino

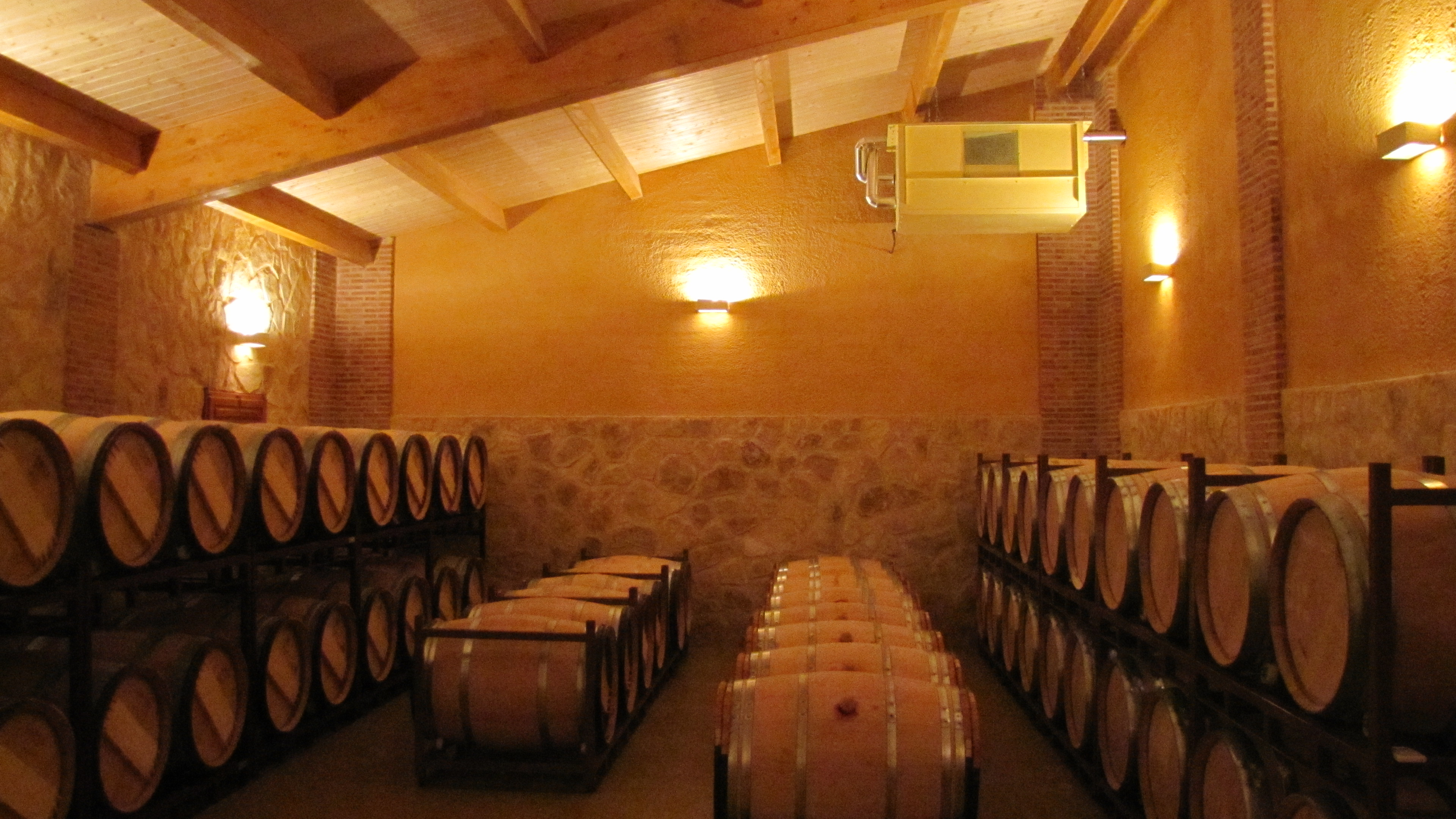
Vino en barricas en una bodega de la D.O. Ribera del Duero.

- Rosado: producido con al menos un 50% de variedades tintas y una graduación alcohólica mínima de 11° (color rosa guinda muy débil, con matices rosa fresa).
- Tinto Joven: sin crianza en barrica o crianza inferior a 12 meses (color rojo guinda).
- Tinto Crianza: envejecimiento no inferior a 24 meses, a partir del 1 de octubre del año de la vendimia y 12 de esos meses en barrica de roble (color picota intenso hacia rojo guinda con matices violáceos).
- Tinto Reserva: envejecimiento de 36 meses, con un mínimo de 12 meses en barrica de roble (color del rojo picota al rojo rubí).
- Tinto Gran Reserva: envejecimiento de 60 meses, con un mínimo de 24 meses en barrica de roble (color rojo cereza).

## Comercialización
- 1982: 530.000 litros[13]
- 1988: 4.400.000 litros[13]
- 2010: 56.666.500 litros

## Localidades que integran la D. O. Ribera del Duero

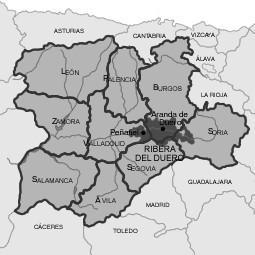
Cultivos vitícolas de la Ribera del Duero en Castilla y León.

- Provincia de Soria: San Esteban de Gormaz, Aldea de San Esteban, Atauta, Ines, Matanza de Soria, Olmillos, Pedraja de San Esteban, Peñalba de San Esteban, Quintanilla de Tres Barrios, Rejas de San Esteban, Soto de San Esteban, Velilla de San Esteban, Villálvaro, Langa de Duero, Castillejo de Robledo, Miño de San Esteban, Alcubilla de Avellaneda, Alcoba de la Torre y Alcubilla del Marqués.
- Provincia de Burgos: Villalba de Duero, Aranda de Duero, Castrillo de la Vega, Fuentelisendo, Roa, Pedrosa de Duero, Mambrilla de Castrejón, Sotillo de la Ribera, La Horra, Anguix, Gumiel de Izán, Gumiel de Mercado, Valdeande, Milagros, Guzmán, Olmedillo de Roa, San Martín de Rubiales, Villatuelda, Terradillos de Esgueva, Tórtoles de Esgueva, Adrada de Haza, La Aguilera, Baños de Valdearados, Berlangas de Roa, Boada de Roa, Caleruega, Campillo de Aranda, Fresnillo de las Dueñas, Fuentecén, Fuentelcésped, Fuentemolinos, Fuentenebro, Fuentespina, Haza, Hontangas, Hontoria de Valdearados, Hoyales de Roa, Moradillo de Roa, Nava de Roa, Pardilla, Peñaranda de Duero, Quemada, Quintana del Pidio, Quintanamanvirgo, San Juan del Monte, Santa Cruz de la Salceda, La Cueva de Roa, La Sequera de Haza, Torregalindo, Vadocondes, Valcabado de Roa, Valdezate, La Vid y Barrios, Tubilla del Lago, Villalbilla de Gumiel, Villaescusa de Roa, Villanueva de Gumiel, Villovela de Esgueva, Zazuar y Zuzones. Todas estas localidades pertenecen a las comarca burgalesa Ribera del Duero.
- Provincia de Segovia: Aldehorno, Honrubia de la Cuesta, Montejo de la Vega de la Serrezuela y Villaverde de Montejo.
- Provincia de Valladolid: Bocos de Duero, Canalejas de Peñafiel, Castrillo de Duero, Curiel de Duero, Fompedraza, Manzanillo, Olivares de Duero, Olmos de Peñafiel, Peñafiel, Pesquera de Duero, Piñel de Abajo, Piñel de Arriba, Quintanilla de Arriba, Quintanilla de Onésimo, Rábano, Roturas, San Llorente, Torre de Peñafiel, Valbuena de Duero y Valdearcos de la Vega. Todas estas localidades pertenecen a la comarca vallisoletana Campo de Peñafiel.

## Bodegas destacadas
La D. O. está compuesta por más de 300 bodegas, entre las que destacan:
- Burgos: Bodegas Casajús, Páramo de Corcos, Pago de los Capellanes, TresPiedras Fuentecén, Finca Torremilanos, Dominio Basconcillos, Adrada Ecológica, Casado Alvides, Viña Sastre, Frutos Aragón, Ortega Fournier, Balbás, Linaje Garsea, García Figuero, Izquierdo, Félix Callejo, Cillar de Silos, Ismael Arroyo, Real Sitio de Ventosilla, Martín Berdugo, Peñalba, Neo, Valduero, Imperiales, Pascual, Señorío de Nava, Pérez Pascuas, Virgen de la Asunción, Monte Aixa, Montegaredo, Pomar Viñedos, Torres de Anguix, Áster, López Cristóbal, Condado de Haza, Viña Solorca, Páramo de Guzmán, Andrés Matey, Gallego Zapatero, Viyuela, Valle de Monzón, Los Matucos, Prado de Olmedo, Muntra, Portia, San Mamés, Valderiz, S.A.T. San Pablo, Asenjo & Manso, Grandes Bodegas, Fuentenarro, Pagos del Rey, Viña Arnáiz, Santa Eulalia y Bodegas Vitulia.
- Valladolid: Vega Sicilia, Pago de Carraovejas, Bodegas Protos, Sarmentero, Selección de Torres, Dehesa de los Canónigos, Comenge, Legaris, Dominio de Pingus, Tomás Postigo, Montebaco, Señorío de Bocos, Zifar, Tinto Pesquera, Yllera, Hacienda Monasterio, Viñedos del Jaro, Alión, Matarromera, Emilio Moro, Emina, Montecastro, Arzuaga Navarro, Valtravieso, Tamaral, Castillo de Peñafiel, Peñafalcón, Resalte, Pingón, Viña Mayor.
- Soria: Bodegas Antídoto, Dominio de Es, Valdeviñas, Viñedos y Bodegas Gormaz.
- Segovia: Aldekoa.

## Añadas
Según el Consejo Regulador de la Denominación de Origen de la Ribera del Duero, esta es la clasificación de las cosechas desde que comenzó a regularse:
| - 1982, muy buena - 1983, muy buena - 1984, regular - 1985, muy buena - 1986, excelente - 1987, buena - 1988, buena - 1989, excelente | - 1990, buena - 1991, muy buena - 1992, buena - 1993, regular - 1994, muy buena - 1995, excelente - 1996, excelente - 1997, buena | - 1998, muy buena - 1999, excelente - 2000, muy buena - 2001, excelente - 2002, muy buena - 2003, muy buena - 2004, excelente - 2005, muy buena | - 2006, buena - 2007, muy buena - 2008, muy buena - 2009, excelente - 2010, excelente - 2011, excelente - 2012, muy buena - 2013, buena | - 2014, muy buena - 2015, excelente - 2016, muy buena - 2017, muy buena - 2018, muy buena - 2019, excelente - 2020, excelente |

## Flora y fauna en la comarca Ribera del Duero
- Flora y vegetación en esta zona 
  - Agrícola y prados artificiales (Agrícola y prados artificiales)
  - Cultivo con arbolado disperso (Cultivo con arbolado disperso)
  - Pinares de pino carrasco (Bosque)
  - Matorral (Matorral)
  - Encinares (A.F.M. (Bosquetes))
  - Quejigares (A.F.M. (Bosquetes))
  - Pastizal Matorral (Pastizal Matorral)
  - Pinares de pino carrasco (Bosque Plantación)
  - Arbolado disperso coníferas y frondosas (Bosque)
  - Artificial (Artificial)
  - Pinares de pino piñonero (Bosque Plantación)
  - Mezclas de coníferas autóctonas con alóctonas (Bosque)
  - Prado (Prado)
  - Arbolado disperso de coníferas (Bosque Plantación)
  - Infraestructuras de conducción (Infraestructuras de conducción)
  - Choperas y plataneras de producción (A.F.M. (Riberas))
  - Acacia
  - Álamo, chopo (Populus)
  - Mocha, salguero o sauce blanco (Salix alba)
  - Olmo (Ulmus)
- Fauna en esta zona 
  - Anfibios
    - rana común rana común (Pelophylax perezi),
    - rana común (Rana perezi)
    - zampoño, sapo zampoño (sapo partero común) (Alytes obstetricans)
    - sapillo moteado común (Pelodytes punctatus)
    - sapillo pintojo ibérico (Discoglossus galganoi)

  - Aves
    - abejaruco europeo (Merops apiaster)
    - abubilla abubilla (Upupa epops)
    - agateador común (Certhia brachydactyla)
    - alcaraván común (Burhinus oedicnemus)
    - alcaudón común (Lanius senator)
    - alcotán europeo (Falco subbuteo)
    - alondra común (Alauda arvensis),
    - alondra totovía (Lullula arborea)
    - ánade real (azulón)
    - ánade real (azulón) (Anas platyrhynchos)
    - autillo europeo (Otus scops)
    - avión común (Delichon urbicum)
    - azor común (Accipiter gentilis)
    - bisbita arbóreo (Anthus trivialis),
    - bisbita campestre (Anthus campestris)
    - búho chico (Asio otus)
    - busardo ratonero (ratonero común) (Buteo buteo)
    - calandria común (Melanocorypha calandra)
    - carbonero común (Parus major)
    - carricero común (Acrocephalus scirpaceus), carricero tordal (Acrocephalus arundinaceus)
    - cernícalo vulgar (Falco tinnunculus)
    - chochín (Troglodytes troglodytes)
    - chotacabras pardo (Caprimulgus ruficollis)
    - codorniz común (Coturnix coturnix)
    - cogujada común (Galerida cristata), cogujada montesina (Galerida theklae)
    - colirrojo tizón (Phoenicurus ochruros)
    - collalba gris (Oenanthe oenanthe)
    - collalba rubia (Oenanthe hispanica)
    - corneja negra (Corvus corone)
    - críalo europeo (Clamator glandarius)
    - cuco común (Cuculus canorus)
    - cuervo (Corvus corax)
    - curruca capirotada (Sylvia atricapilla),
    - curruca carrasqueña (Sylvia cantillans),
    - curruca mosquitera (Sylvia borin),
    - curruca rabilarga (Sylvia undata),
    - curruca tomillera (Sylvia conspicillata),
    - curruca zarcera (Sylvia communis)
    - escribano hortelano (Emberiza hortulana),
    - escribano montesino (Emberiza cia),
    - escribano soteño  (Emberiza cirlus)
    - estornino negro (Sturnus unicolor)
    - focha común (Fulica atra)
    - gallineta común (polla de agua, pollona negra, gal gallineta común (polla de agua, pollona negra) (Gallinula chloropus)
    - golondrina común (Hirundo rustica)
    - gorrión chillón (Petronia petronia),
    - gorrión común (Passer domesticus),
    - gorrión molinero (Passer montanus)
    - grajilla occidental (Corvus monedula)
    - herrerillo común (Parus caeruleus)
    - jilguero (Carduelis carduelis)
    - lavandera blanca (aguzanieves) (Motacilla alba),
    - lavandera boyera (Motacilla flava)
    - lechuza común (Tyto alba)
    - buitre leonado (Gyps fulvus)
    - mirlo común (Turdus merula)
    - mochuelo común (Athene noctua)
    - mosquitero papialbo (Phylloscopus bonelli)
    - oropéndola europea u oriol oropéndola europea (Oriolus oriolus)
    - pájaro moscón europeo (Remiz pendulinus)
    - paloma doméstica (Columba domestica),
    - paloma doméstica (Columba livia/domestica),
    - paloma torcaz (Columba palumbus),
    - paloma zurita (Columba oenas)
    - pardillo común (Carduelis cannabina)
    - perdiz roja (Alectoris rufa)
    - petirrojo europeo (Erithacus rubecula)
    - pico picapinos (Dendrocopos major)
    - pinzón vulgar (Fringilla coelebs)
    - pito real (Picus viridis)
    - ruiseñor bastardo (Cettia cetti),
    - ruiseñor común (Luscinia megarhynchos)
    - tarabilla común (Saxicola torquatus)
    - terrera común (Calandrella brachydactyla)
    - tórtola europea (Streptopelia turtur)
    - triguero (Emberiza calandra)
    - urraca (Pica pica)
    - vencejo común (Apus apus)
    - verdecillo (Serinus serinus)
    - verderón europeo (Carduelis chloris)
    - zarcero común (Hippolais polyglotta)
    - tordo, zorzal común (Turdus philomelos)
    - tordo, zorzal charlo (Turdus viscivorus)

  - Mamíferos
    - conejo común (Oryctolagus cuniculus),
    - liebre ibérica (Lepus granatensis)
    - corzo (Capreolus capreolus)
    - erizo común (Erinaceus europaeus)
    - zorro (Vulpes vulpes)
    - jabalí (Sus scrofa)
    - lirón careto (Eliomys quercinus)
    - lobo (Canis lupus)
    - murciélago orejudo dorado (Plecotus auritus)
    - musaraña gris (Crocidura russula)
    - comadreja común (Mustela nivalis),
    - visón americano (Neovison vison)
    - nutria europea (Lutra ultra)
    - rata común (Rattus norvegicus),
    - rata de agua (Arvicola sapidus),
    - rata negra (Rattus rattus),
    - ratón casero (Mus musculus),
    - ratón de campo (Apodemus sylvaticus),
    - ratón moruno (Mus spretus)
    - tejón común (Meles meles)
    - topillo campesino (Microtus arvalis),
    - topillo lusitano (Microtus lusitanicus),
    - topillo mediterráneo (Microtus duodecimcostatus)

  - Crustáceo decápodo
    - cangrejo americano, cangrejo de río americano o cangrejo rojo americano (Procambarus clarkii)
    - cangrejo señal o cangrejo del Pacífico (Pacifastacus leniusculus)
    - cangrejo de río europeo o cangrejo de patas blancas o cangrejo autóctono de la península ibérica (Austropotamobius pallipes) (casi-totalmente extinto en libertad)

  - Peces continentales
    - barbo común (Barbus bocagei)
    - bermejuela (Chondrostoma arcasii)
    - boga del Duero (Chondrostoma duriense)

  - Reptiles
    - culebra viperina (Natrix maura)
    - lagartija ibérica  (Podarcis hispanica)